# Guy Innes-Ker, 10. Duke of Roxburghe

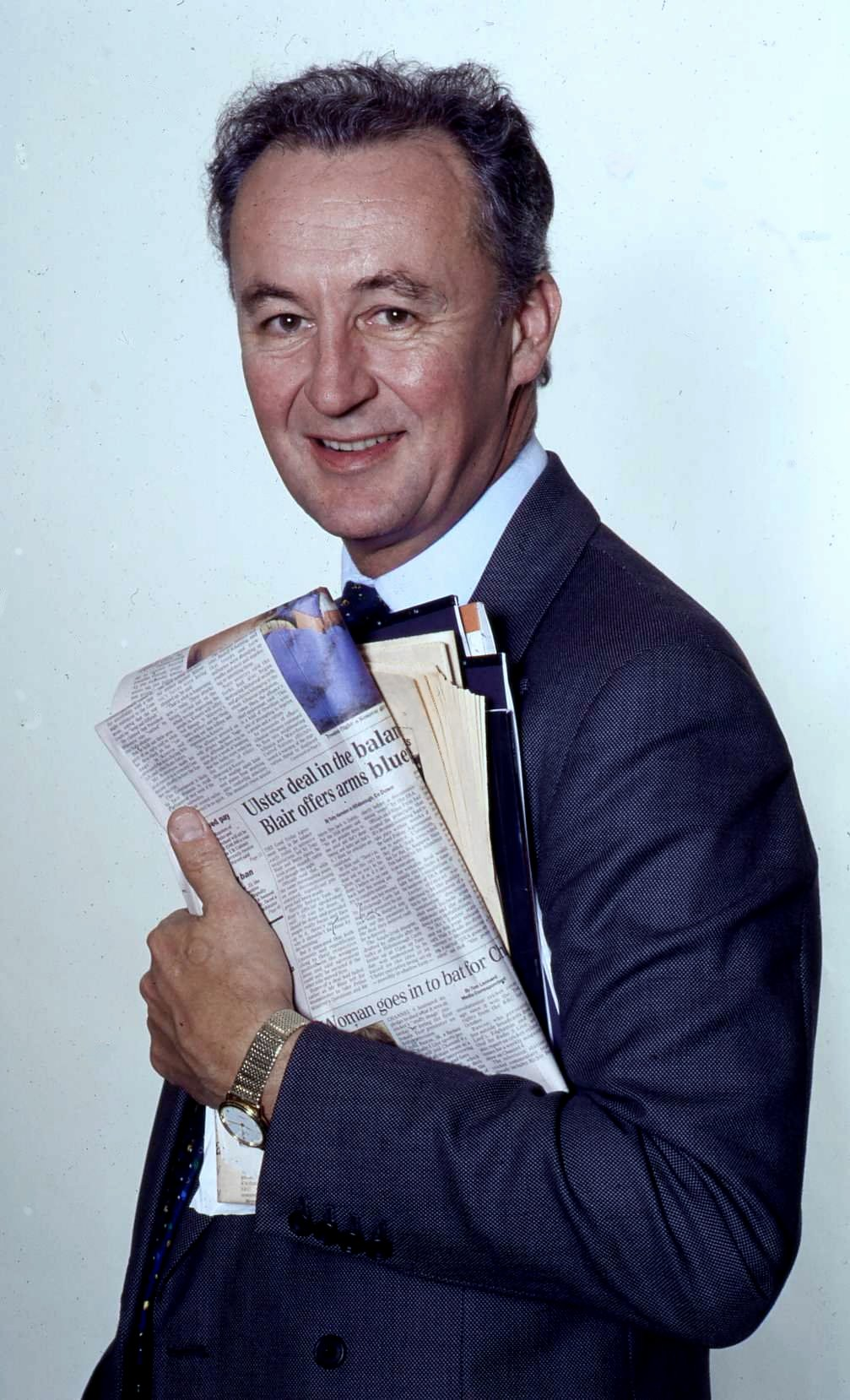
Guy Innes-Ker, 10. Duke of Roxburghe

Guy David Innes-Ker, 10. Duke of Roxburghe (* 18. November 1954 in Edinburgh, Schottland; † 29. August 2019) war ein britischer Adliger.

## Leben
1974 folgte er seinem Vater als Duke of Roxburghe und war als solcher bis 1999 erbliches Mitglied des House of Lords. Er besuchte das Eton College und das Magdalene College der Universität Cambridge, wo er Wirtschaftswissenschaft studierte. Anschließend diente Innes-Ker in der British Army und besuchte die Royal Military Academy Sandhurst, wo ihm 1974 das Sword of Honour verliehen wurde. In diesem Jahr wurde er Leutnant bei den Blues and Royals.
Er war gleichzeitig Premier Baronet of Nova Scotia, Liveryman der Worshipful Company of Fishmongers und Freeman der City of London. Er lebte in Floors Castle, Kelso, Roxburghshire.

## Familie
Innes-Ker war der ältere Sohn von George Innes-Ker, 9. Duke of Roxburghe (1913–1974), und seiner zweiten Frau (Margaret) Elisabeth McConnel (1918–1993). Er war zweimal verheiratet. Am 10. September 1977 heiratete er Lady Jane Meriel Grosvenor (* 1953; seit 1996 Lady Jane Dawnay), die jüngere Tochter von Robert Grosvenor, 5. Duke of Westminster; das Paar ließ sich 1990 scheiden. Sie haben zusammen zwei Söhne und eine Tochter. Der Duke war seit 1992 mit Virginia Mary Wynn-Williams verheiratet; er hatte einen Sohn und eine Tochter mit ihr.
Als er 2019 starb, erbte sein ältester Sohn aus erster Ehe, Charles, seine Adelstitel.